# リビールド
『リビールド』 (Revealed) は、2006年4月からCNNインターナショナルで放送されているドキュメンタリー番組。著名人のライフスタイルおよびインタビューで構成される。

## 出演した人物
- ヴィヴィアン・ウエストウッド
- ビーナス・ウィリアムズ
- デズモンド・ツツ
- 中田英寿